# Wolfgang Böning

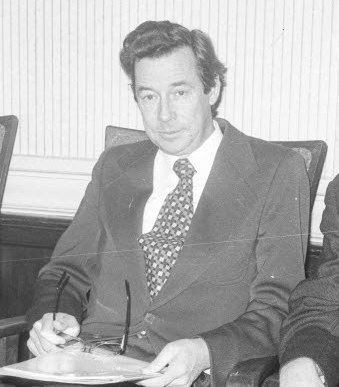
Wolfgang Böning (1976)

Wolfgang Böning (* 27. Juni 1927 in Flensburg; gestorben 1989 in Kiel) war ein deutscher Jurist und ehemaliger Staatssekretär in Schleswig-Holstein.

## Leben
Wolfgang Böning war nach dem Studium der Rechtswissenschaften und Promotion 1956 zunächst im Richterdienst des Landes tätig. Von 1970 bis 1978 amtierte er als Staatssekretär im Justizministerium in den Kabinetten Lemke II, Stoltenberg I und Stoltenberg II.  Anschließend leitete er bis 1989 als Präsident den Landesrechnungshof Schleswig-Holstein.